# Skrækkenborg
Skrækkenborg er et nyt byområde ved Kerteminde på Fyn med 275 indbyggere  (2024). Bebyggelsen nåede for første gang over tohundrede indbyggere i 2008 . Skrækkenborg er beliggende en kilometer syd for Kerteminde, to kilometer nord for Revninge og 22 kilometer øst for Odense. Bebyggelsen tilhører Kerteminde Kommune og er beliggende i Region Syddanmark.
Den hører til Revninge Sogn.